# سسک‌های درختی بزرگ
سسک‌های درختی بزرگ یا هیپولایس (نام علمی: Hippolais)، سرده‌ای از سسک‌های درختی از خانواده سسکان نیزار است. گاهی با سردهٔ سسک‌های درختی کوچک همراه است. نام سردهٔ Hippolais از واژهٔ یونان باستان hupolais است که توسط لینائوس اشتباه نوشته شده است. به پرنده کوچکی اشاره دارد که ارسطو و دیگران از آن یاد کرده‌اند و ممکن است نام‌آوا یا مشتق از hupo "under" و laas "سنگ" باشد.

## گونه‌ها
این سرده دربرگیرندهٔ گونه‌های زیر است:
| تصویر  | نام رایج         | نام علمی             | پراکندگی                                                                                         |
| ------ | ---------------- | -------------------- | ------------------------------------------------------------------------------------------------ |
|        | سسک درختی بزرگ   | Hippolais languida   | شرق آفریقا، از اریتره و سومالی در جنوب تا تانزانیا                                               |
| </img> | سسک درخت زیتون   | Hippolais olivetorum | شرق و جنوب آفریقا، از جنوب کنیا تا آفریقای جنوبی                                                 |
|        | سسک خوش‌آهنگ      | Hippolais polyglotta | اروپای غربی و شمال آفریقا و زمستان‌گذرانی در غرب آفریقا در جنوب صحرای صحرا می‌گذراند.              |
|        | سسک درختی لیمویی | Hippolais icterina   | شمال فرانسه و نروژ از طریق بیشتر شمال و شرق اروپا، جنوب تا شمال کوه‌های بالکان و شبه جزیره کریمه. |